# Surakán Kainazárova
Surakán Kainazárova (en kirguís: Зууракан Кайназарова; Belek, Distrito de Sokuluk, Kirguistán, 18 de junio de 1902 - 4 de junio de 1982) fue una dirigente de un colectivo agrícola soviética y dos veces ganadora de la distinción "Héroe del Trabajo Socialista".

## Biografía
Kainazárova nació en el pueblo de Belek en el distrito de Sokuluk de la región de Chuy en el norte de Kirguistán. Su carrera como trabajadora agrícola comenzó en 1929, y en la década de 1930 manejaba un número récord de remolachas en sus cosechas; en un año, 1947, logró cosechar 15 hectáreas (37,1 acre) de remolacha. Como resultado, fue designada líder de equipo para varias granjas de remolacha en la región de Chuy. Durante la Segunda Guerra Mundial, trabajó para producir cosechas para ayudar al esfuerzo de guerra. Junto con su esposo, Imanaly Kainzárov, acogió a varios huérfanos de guerra: Kanym, Biubiusiá, Torobái, Alymkul, Sara y Dzhamal. Sus habilidades llevaron a Kainazárova a recibir varios honores durante su carrera. Recibió la Orden de Lenin tres veces, en 1941, 1947 y 1948; en 1946 recibió la Orden de la Bandera Roja del Trabajo, y en 1948 y 1957 fue nombrada Héroe del Trabajo Socialista. Como miembro del Partido Comunista de la Unión Soviética, fue diputada del Soviet Supremo de la URSS; también se desempeñó como diputada y vicepresidenta del Sóviet Supremo de la República Socialista Soviética de Kirguistán. Kainazárova se retiró en 1958 y murió en 1982; jubilada vivía en Frunze, hoy Biskek. Sigue siendo conmemorada en su país natal. Un busto de ella en granito rosa fue erigido en Biskek en 1975, a lo largo del bulevar Dzherzhinsky (hoy Erkindik). Una escuela secundaria en su región natal lleva su nombre y ha sido objeto de un documental; además, su cumpleaños ha sido designado como el día en que se reconoce y honra el trabajo de la mujer rural.